# Rusinovita
La rusinovita és un mineral de la classe dels silicats. Rep el nom en honor de Vladimir Leonidovich Rusinov (Владимира Леонидовича Русинова) (10 de gener de 1935 – 1 de desembre de 2007), petròleg rus i expert en el camp de la termodinàmica dels sistemes minerals sense equilibri.

## Característiques
La rusinovita és un sorosilicat de fórmula química Ca10(Si₂O₇)₃Cl₂. Va ser aprovada com a espècie vàlida per l'Associació Mineralògica Internacional l'any 2011. Cristal·litza en el sistema ortoròmbic. La seva duresa a l'escala de Mohs entre 3 i 4.
L'exemplar que va servir per a determinar l'espècie, el que es coneix com a material tipus, es troba conservat al Museu Mineralògic Fersmann, de l'Acadèmia Russa de les Ciències, a Moscou (Rússia), amb el número de registre: 4022/1.

## Formació i jaciments
Va ser descoberta al xenòlit núm. 3 del mont Lakargi, situat a la caldera volcànica de l'Upper Chegem, a la vall de Baksan (Kabardino-Balkària, Rússia). També ha estat descrita en altres indrets de Rússia, a Ossètia del Sud i a Alemanya.